# Anhui Conch Cement
Anhui Conch Cement Co., Ltd. er en kinesisk cementproducent med hovedkvarter i Wuhu, Anhui. Det er den største cementproducent i Kina. Virksomheden blev børsnoteret 21. oktober 1997.